# XtremeAir Sbach 300
XtremeAir Sbach 300 – niemiecki samolot akrobacyjny zbudowany przez firmę XtremeAir.
Samolot nosi firmowe oznaczenia XA41, lecz promowany jest pod nazwą Sbach 300.

## Konstrukcja
Sbach 300 jest całkowicie zbudowany z kompozytów, główne z włókna węglowego. Samolot jest dolnopłatem z jednomiejscową kabiną oraz stałym podwoziem.
W 2007 roku firma przedstawiła dwumiejscowy samolot Sbach 342 oparty na Sbachu 300.